# Dragonborn (lied)
"Dragonborn" is het themalied voor de soundtrack van het computerspel The Elder Scrolls V: Skyrim uit 2011 van Bethesda Softworks, gecomponeerd door de Amerikaanse componist Jeremy Soule. De compositie heeft Scandinavische invloeden en bevat een refrein dat teksten zingt in een fictieve taal, Dovahzul, die gecreëerd is door Emil Pagliarulo voor het spel. De compositie heeft veel invloeden van "Nerevar Rising", het themalied van The Elder Scrolls III: Morrowind, evenals elementen uit muziek van The Elder Scrolls IV: Oblivion, die ook door Soule zijn gecomponeerd. "Dragonborn" werd zowel door critici als door het publiek geprezen. Het is te zien in orkestuitvoeringen en heeft talloze covers voortgebracht, waarvan er vele het nummer combineren met de Engelstalige compositie "The Dragonborn Comes". Een van die covers van dit lied, door Lindsey Stirling en Peter Hollens, heeft het Guinness World Record voor de meest bekeken coverversie van de soundtrack van een computerspel.

## Opname en compositie
De regisseur van Skyrim, Todd Howard, was van plan het themalied van het spel te laten uitvoeren door een koor van zingende "barbaren". Emil Pagliarulo, de schrijver van het spel, bedacht een fictieve drakentaal, Dovahzul, die het koor unisono kon zingen. Pagliarulo ontwierp, op verzoek van Howard, de taal zo dat de songtekst niet alleen rijmt in het Dovahzul, maar ook wanneer deze in het Engels wordt vertaald. De teksten prijzen de Dragonborn (het personaliseerbare karakter van de speler), van wie wordt voorspeld dat hij Tamriel van de draken zal redden met behulp van de eigen kreten van de draken. Het lied vertelt ook over de terugkeer van de grootse draak Alduin en de beslissende eindstrijd die hem voor altijd zal verbannen. Dertig zangers componeerden het koor. Meerdere opnames van het koor werden over elkaar heen gestapeld om de geluidsimpressie van meer dan honderd stemmen te bereiken. Soule verwerkte motieven uit enkele van zijn composities voor eerdere Elder Scrolls in "Dragonborn". De opening combineert het ritme van taikodrums met strijkers en mannelijke koorzang. Blaasintrumenten worden daarna toegevoegd, het koor helpt bij het aansturen van de melodie. De harmonieën van koperblazers en strijkers geven de melodie een donkere toon voorafgaand aan een trompetfanfare. Op 2:09 wordt de hoofdmelodie opnieuw gespeeld, ter voorbereiding op de Dragonborn-melodie.
In Kyle E. Millers recensie van de soundtrack vond hij "Dragonborn" het meest memorabele nummer en dat het "nauwkeurig de toon van Skyrim vaststelt en overbrengt voordat de speler ooit de wereld ziet". Michiel Kamp en Mark Sweeney vergelijken in "Musical Landscapes in Skyrim" de soundtrack van Soule met de 19e-eeuwse belangstelling voor landschappen. Volgens hen zijn Carl Dahlaus concepten van Naturklang, die hij gebruikte om de muziek van Edvard Grieg uit te leggen, ook van toepassing op Soule's werk aan Skyrim, waaronder "Dragonborn". In "Dragonborn" vertonen ritmische snaarostinato's, in de "A"-secties van het nummer, Naturklang en de strijkersharmonie in de "B"-secties vertonen Klangfläche. De houtblazers die in de "B"-secties spelen, zijn vergelijkbaar met andere statische stukken, zoals de vogelgeluiden in Beethovens Symfonie nr. 6 of de reeks "Forest Murmurs" in Wagners Siegfried.

## Cover-, concert- en eerbetoonversies
- Malukah verwierf internationale bekendheid nadat haar akoestische coverversie, die het bardnummer "The Dragonborn Comes" combineerde met het thema van het spel, viraal ging op YouTube.[8] Binnen twee weken na plaatsing in november 2011 was de video twee miljoen keer bekeken. In 2014 was het tien miljoen keer bekeken.[9] Op 30 juli 2017 bracht ze opgenomen versies van de cover uit als onderdeel van haar album The Dragonborn Comes .[10] Het succes van haar versies van het nummer leidde ertoe dat Jeremy Soule een concertuitvoering van Skyrim- muziek plantte waaraan ze zou deelnemen[9][11] en ZeniMax Media (de eigenaar van Bethesda Softworks) haar vroeg om bardsongs te componeren voor Elder Scrolls Online evenals een eerbetoon aan dat spel.[12][13]
- "Skyrim (Main Theme)", ook wel bekend als "The Dragonborn Comes", door Lindsey Stirling en Peter Hollens, uitgebracht in 2012. De videoclip voor deze versie vestigde een Guinness World Record voor de meeste weergaven van de soundtrack van een videogame, met 64.461.976 weergaven op YouTube op 8 maart 2017.[14] Peter Hollens nam ook een soloversie van het nummer op.[15]
- Headhunterz trad in 2012 op en nam vervolgens in de studio een eerbetoonversie van het nummer op met samples en remixen van zowel Soule's originele compositie van het nummer als Malukah's coverversie.[9] Hij bracht in 2020 ook een remixversie uit, "Dragonborn part 3 (Oceans Apart)", met Sian Evans[16]
- Het verwante nummer "The Dragonborn Comes", dat in-game wordt uitgevoerd door  barden op verzoek (en tegen een kleine in-game vergoeding), wordt regelmatig uitgevoerd door Sabina Zweiacker en het Swedish Radio Symphony Orchestra .[17]
- Een live orkestversie van "Dragonborn" werd uitgevoerd door Orphei Drängar en Myrra Malmberg tijdens de Zweedse Grammy Awards 2014 .[18][19] Een opgenomen versie van het nummer werd uitgebracht op de compilatie The Greatest Video Game Music III (Choral Edition) uit 2016.[19][20]
- Celtic Woman nam een versie van het nummer op, met naast Dovahzul ook Gaelic- teksten, op hun album <i id="mwkg">Destiny</i> uit 2016 en de bijbehorende tour.[21][22] Dr. Christopher Bailey van Austin Peay State University voegde zich bij de groep voor acht shows als solist.[23]
- Leah bracht in augustus 2017 "Skyrim Theme (Dragonborn), ook wel bekend als "The Dragonborn Comes",[24]
- De YouTube-artiest Jonathan Young bracht in november 2021 "The Dragonborn Comes" uit.[25]
- In december 2021 bracht de YouTube-artiest Alina Gingertail "The Dragonborn Comes" uit.[26]
- Saltatio Mortis bracht in februari 2022 "The Dragonborn Comes" uit, met Lara Loft.[27]